# Актас (Улитауський район)
Акта́с (каз. Ақтас) — селище у складі Улитауського району Улитауської області Казахстану. Адміністративний центр Актаської селищної адміністрації.
Населення — 140 осіб (2021; 161 у 2009, 163 у 1999, 706 у 1989).
Станом на 1989 рік селище мало статус селища міського типу.